# 陳萬言 (乾隆進士)
陳萬言（?—?），贵州畢節人，清朝政治人物、同進士出身。
乾隆三十七年（1772年）中式壬辰科進士，三甲四十三名，后事不詳。